# Faramundo
Faramundo (en francés Faramond o Pharamond) es el nombre de un rey legendario de los francos salios, situado entre finales del siglo IV y principios del V (c. 365–430), en la era de las grandes invasiones.
Se lo menciona por primera vez en un texto anónimo de época carolingia (siglo VIII) el  Liber Historiae Francorum, o Gesta regnum Francorum. En dicha obra, se narra la leyenda del origen troyano de los francos, en un intento de glorificar el pasado de ese pueblo.

## Etimología
El nombre Faramundo, se relaciona con las raíces fráncicas «fara», que indica la tribu y «mund», referido al concepto franco de mundio, la protección de alguien poderoso; es decir que Faramundo puede traducirse como «protector de la tribu». La historiadora Anne Lombard-Jourdan, considera que este nombre indica la función simbólica de ancestro mítico de los salios.

## Leyenda
El relato contenido en el Liber, narra la elección del primer rey franco; después de la muerte de Sunno, su hermano Marcomir, líder de los ampsivaros y los catos, propone al pueblo que tengan un único rey "como las demás naciones" y en oposición a la tradición de los propios francos, el pueblo acepta y Faramundo, hijo de Marcomir, es elegido como primer rey: se lo describe como un joven de largos cabellos, dato que lo relaciona con los reyes merovingios, sus descendientes. Consagrado soberano, Faramundo dispone que su hijo Clodión, herede el trono.

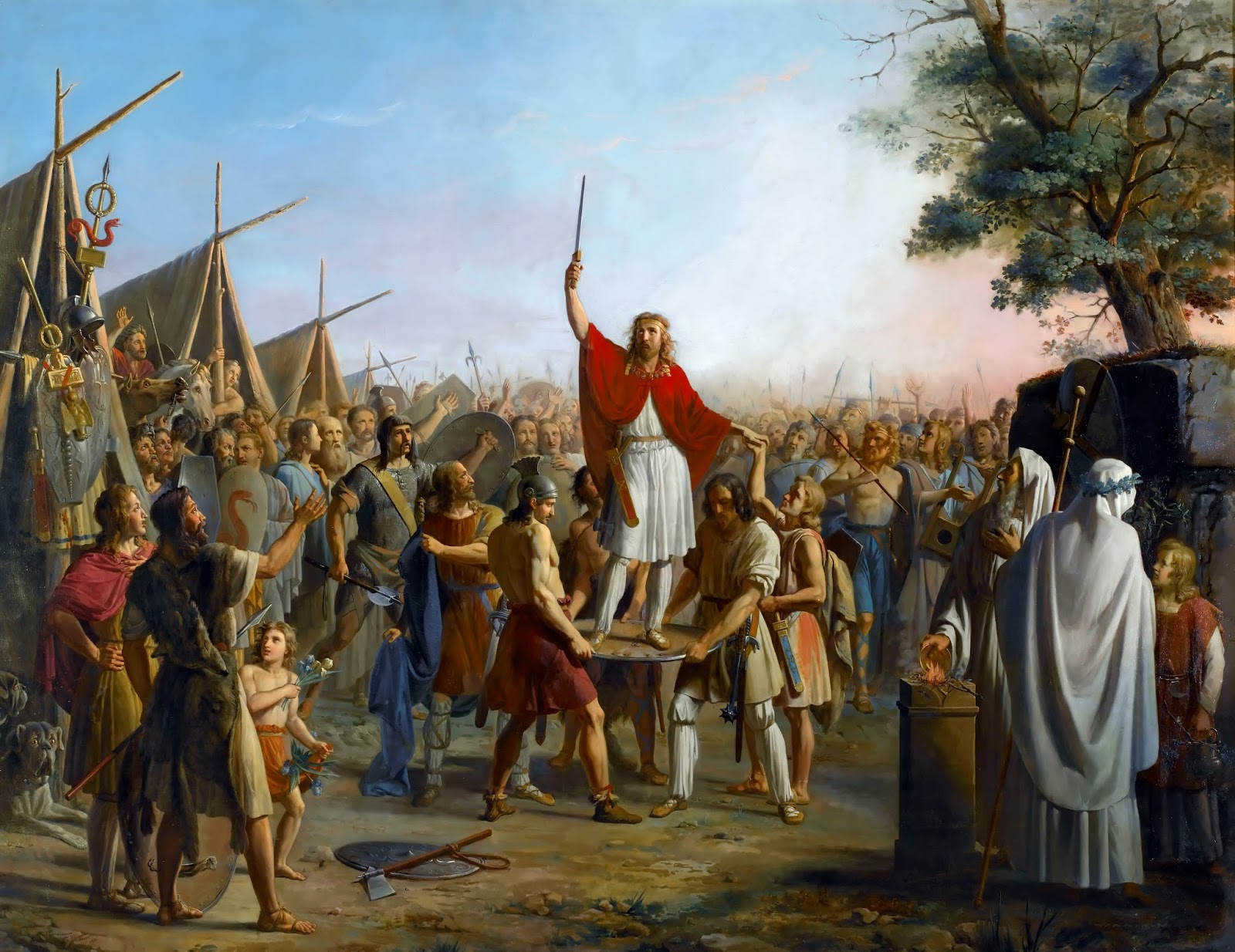
Faramundo, alzado sobre el escudo, según la tradición de los pueblos germánicos.
(Cuadro de Pierre-Henri Révoil et Michel Philibert Genod, 1841-45).

## Faramundo en las fuentes históricas

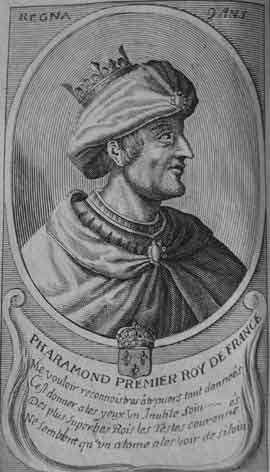
Faramundo, el «primer rey de Francia», como aparece en este grabado.

No existe ninguna referencia a Faramundo que sea anterior al siglo VIII, por lo cual se lo considera completamente legendario. Gregorio de Tours, nunca lo menciona, pero indica la existencia de numerosos reyezuelos germánicos que reinan simultáneamente; por lo cual es posible que se trate de alguno de esos jefes tribales de la ápoca de las invasiones. Sin embargo, el propio nombre del soberano, aunque atestiguado, podría indicar que se trata de una figura mítica.
En el Renacimiento, una traducción errónea del cronista del siglo V, Próspero de Aquitania fue interpretada como referida a Faramundo y repetida en numerosas obras históricas hasta mediados del siglo XIX. A partir de esta afirmación (inexacta) y del Liber mencionado, el monje e historiador francés Martin  Bouquet escribió la vida de Faramundo.